# Uren
Uren (russisch Урень) ist eine Stadt in der Oblast Nischni Nowgorod (Russland) mit 12.304 Einwohnern (Stand 14. Oktober 2010).

## Geografie
Die Stadt liegt etwa 180 km nordöstlich der Oblasthauptstadt Nischni Nowgorod am rechten Ufer der Usta, eines linken Nebenflusses der in die Wolga mündenden Wetluga.
Uren ist Verwaltungszentrum des gleichnamigen Rajons.

## Geschichte
Der Ort wurde erstmals 1719 als neu gegründetes Dorf Trjochswjatskoje, auch Uren urkundlich erwähnt. Erstere Bezeichnung bezieht sich auf den Namen der Dorfkirche, während letztere ein im Wolgagebiet häufiges Toponym turksprachiger Herkunft ist (ur oder or für Graben, Schlucht).
1959 erhielt der Ort den Status einer Siedlung städtischen Typs und am 27. Dezember 1973 das Stadtrecht.

### Bevölkerungsentwicklung

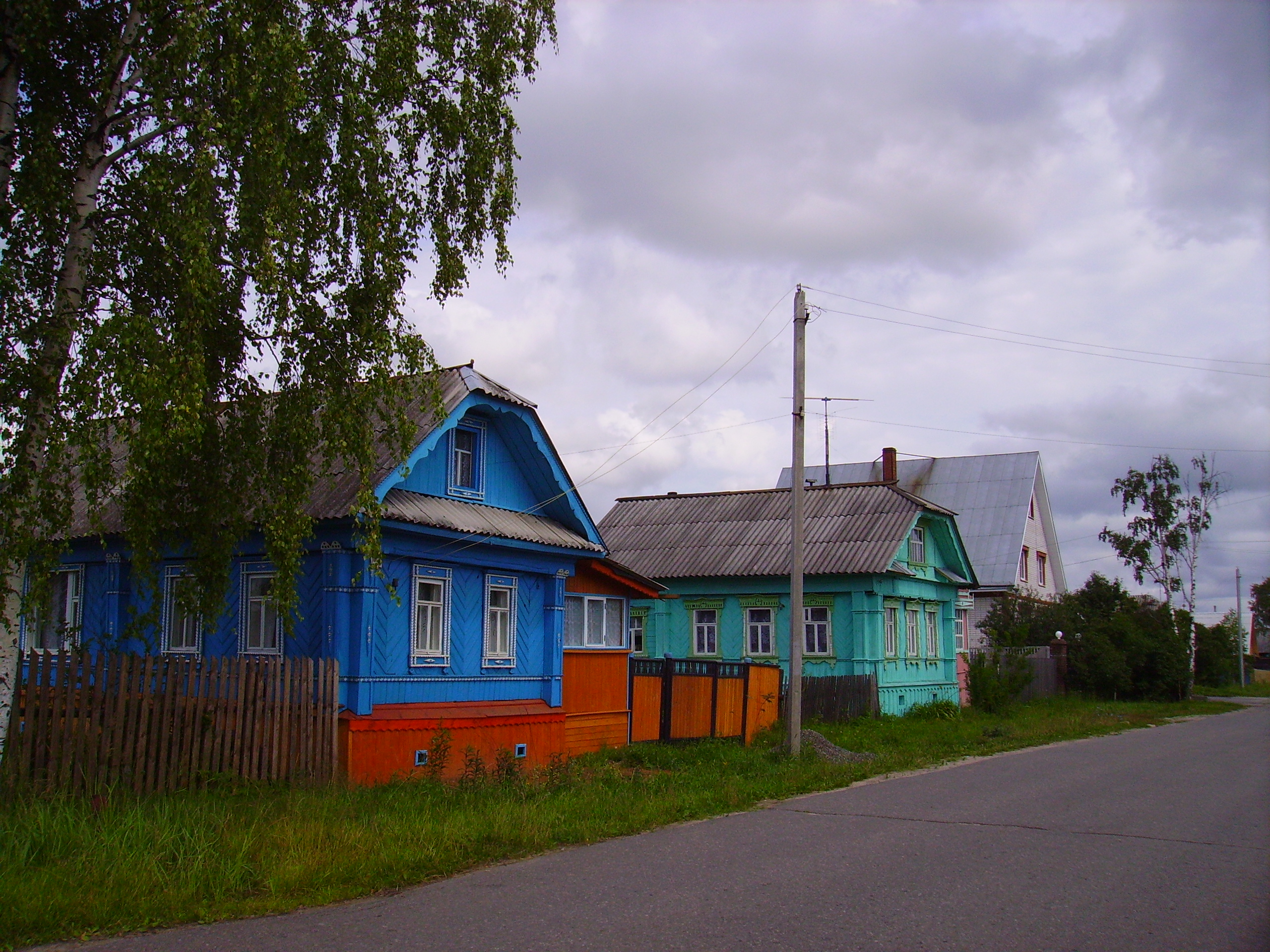
Holzhäuser in Uren

| Jahr | Einwohner |
| ---- | --------- |
| 1939 | 5.010     |
| 1959 | 10.762    |
| 1970 | 10.591    |
| 1979 | 13.116    |
| 1989 | 13.560    |
| 2002 | 12.558    |
| 2010 | 12.304    |

Anmerkung: Volkszählungsdaten

## Kultur und Sehenswürdigkeiten
In Uren ist die Kirche der Drei Heiligen Hierarchen (церковь Трёх Святителей/zerkow Trjoch Swjatitelei) aus dem 18. Jahrhundert erhalten.
In der Nähe befinden sich die Überreste der altorthodoxen Einsiedelei Krasnojarski skit, welche neben dem Komarowski skit bei Semjonow den Schriftsteller Pawel Melnikow (1818–1883, Pseudonym Andrei Petscherski) zu seinem zweiteiligen Roman In den Wäldern und Auf den Bergen inspirierte.

## Wirtschaft und Infrastruktur
In Uren gibt es Betriebe der Holz- und holzverarbeitenden und Textilindustrie sowie der Baumaterialienwirtschaft.
Die Stadt liegt an der auf diesem Abschnitt 1927 eröffneten Eisenbahnstrecke Moskau–Nischni Nowgorod–Kirow (Streckenkilometer 625), auf der heute ein Großteil der Züge der Transsibirischen Eisenbahn auf ihrem Westteil ab Moskau verkehrt.
Durch Uren führt die Straße R159 Nischni Nowgorod–Jaransk, von der hier die R157 über Wetluga, Scharja, Nikolsk und Weliki Ustjug nach Kotlas abzweigt.

## Persönlichkeiten
Neben Pawel Melnikow-Petscherski hielten sich in Uren auch die Schriftsteller Alexei Pissemski (1821–1881) und Michail Prischwin (1873–1954) auf und bezogen sich in einigen ihrer Werke auf den Ort und seine Umgebung.